# Jimena Bronfman
Jimena Eliana Bronfman Crenovich (Santiago, 1949) es una abogada y política chilena de origen judíoruso-croata. Se desempeñó como subsecretaria de Energía durante el primer gobierno del presidente Sebastián Piñera entre 2010 y 2011.

## Familia y estudios
Es hija del empresario Jorge Bronfman (de origen judío ruso y argentino) y de Marylin Eugenia Crenovich Schneider (de origen judío croata).
Realizó sus estudios superiores en la carrera de derecho en la Universidad de Chile, y luego cursó estudios de posgrado en el International Law Institute de Washington D. C. Fue abogada jefa de Comercio Exterior y Cambios Internacionales de la Fiscalía del Banco Central de Chile, fiscal del Comité de Inversiones Extranjeras y socia del estudio jurídico Guerrero Olivos.[cita requerida] Dentro de su trabajo profesional se ha dedicado a la negociación de Contratos Especiales para la Exploración y Explotación de Hidrocarburos con el Estado de Chile (D.L. N° 1089), en especial, en la Licitación de Bloques en la Región de Magallanes llevada a cabo en 2007.[cita requerida]
Estuvo casada con Mario Stein Blau, con quien tuvo dos hijos; Roberto Andrés y Mariana Francisca.

## Trayectoria política
En febrero de 2010 fue designada para el cargo de subsecretaria de Energía, por el entonces presidente electo Sebastián Piñera, siendo la segunda mujer en esa función. Asumió el 11 de marzo de 2010 y dejó esa responsabilidad el 2 de febrero de 2011, siendo sucedida por Sergio del Campo. Posteriormente ejerció como jefa de la División Jurídica del Ministerio de Minería, cargo al que renunció en octubre de 2012, tras la fallida licitación del litio a la empresa Sociedad Química y Minera de Chile (SQM).

## Controversias

### Caso Litio
En julio de 2013 el Consejo de Defensa del Estado (CDE) se querelló en su contra por una posible participación en la irregular adjudicación a SQM de los llamados Contratos Especiales de Operación del Litio (Ceol), denominada por la prensa «caso Litio», en su rol de jefa de la División Jurídica del Ministerio de Minería, junto al exsubsecretario de Minería Pablo Wagner. Fue formalizada por falsificación de instrumento público en enero de 2015, lo mismo que ocurrió con Wagner en octubre de 2016.
En febrero de 2017, tanto ella como Wagner lograron un acuerdo con la Fiscalía para la suspensión condicional de la investigación en su contra, comprometiéndose a donar 1 millón de pesos a Techo y el Cuerpo de Bomberos de Chile, respectivamente, ambas instituciones involucradas en el combate a los incendios que afectaron Chile a inicios de ese año.